# Seznam ruských kosmických startů 2024

Toto je seznam provedených a plánovaných ruských kosmických startů roku 2024.
V seznamu jsou uvedeny starty všech ruských nosných raket z kosmodromů Bajkonur, Pleseck, Vostočnyj.

## Starty raket
| 2023 ← 2024 → 2025 | 2023 ← 2024 → 2025       | 2023 ← 2024 → 2025   | 2023 ← 2024 → 2025 | 2023 ← 2024 → 2025 | 2023 ← 2024 → 2025     | 2023 ← 2024 → 2025 | 2023 ← 2024 → 2025 |
| #                  | Datum a čas startu (UTC) | Nosič / horní stupeň | Startovací komplex | Poskytovatel       | Zákazník               | Náklad | Výsledek           |
| ------------------ | ------------------------ | -------------------- | ------------------ | ------------------ | ---------------------- | --- | ------------------ |
| 1                  | 9. února, 07:03:44       | Sojuz 2.1v           | Pleseck 43/4       | VKS                | Ministerstvo obrany RF | Kosmos 2575 | Úspěch             |
| 2                  | 15. února, 03:25:06      | Sojuz 2.1a           | Bajkonur 31/6      | Roskosmos          | Roskosmos              | Progress MS-26 | Úspěch             |
| 3                  | 29. února, 05:43:26      | Sojuz 2.1b / Fregat  | Vostočnyj 1S       | Roskosmos          | Roskosmos              | Meteor-M 2-4 / 18 cubesatů vč. 1 indického | Úspěch             |
| 4                  | 21. března, 12:36:11     | Sojuz 2.1a           | Bajkonur 31/6      | Roskosmos          | Roskosmos              | Sojuz MS-25 | Úspěch             |
| 5                  | 31. března, 09:36:45     | Sojuz 2.1b           | Bajkonur 31/6      | Roskosmos          | Roskosmos              | Resurs-P #4 | Úspěch             |
| 6                  | 11. dubna, 12:00:12      | Angara A5            | Vostočnyj 1S       | Roskosmos          | Roskosmos              | testovací užitečné zatížení | Úspěch             |
| 7                  | 16. května, 21:21:39     | Sojuz 2.1b           | Pleseck 43/4       | VKS                | Ministerstvo obrany RF | Kosmos 2576 / 3 spojovací satelity Rassvet společnosti Bjuro 1440 a 6 satelitů dálkového průzkumu a identifikačního systému společnosti Sputniks | Úspěch             |
| 8                  | 30. května, 09:24:59     | Sojuz 2.1a           | Bajkonur 31/6      | Roskosmos          | Roskosmos              | Progress MS-27 | Úspěch             |
| 9                  | 15. srpna, 03:20:18      | Sojuz 2.1a           | Bajkonur 31/6      | Roskosmos          | Roskosmos              | Progress MS-28 | Úspěch             |
| 10                 | 11. září, 16:23:12       | Sojuz 2.1a           | Bajkonur 31/6      | Roskosmos          | Roskosmos              | Sojuz MS-26 Ω | Úspěch             |
| 11                 | 17. září, 07:01:00       | Angara / AM          | Pleseck 35/1       | VKS                | Ministerstvo obrany RF | Kosmos 2577 / Kosmos 2578 | Úspěch             |
| 12                 | 31. října, 07:01:00      | Sojuz 2.1a           | Pleseck 43/4       | VKS                | Ministerstvo obrany RF | Kosmos 2579 (Bars-M 6) | Úspěch             |
| 13                 | 4. listopadu, 23:18:40   | Sojuz 2.1b / Fregat  | Vostočnyj 1S       | Roskosmos          | Roskosmos              | Ionosfera-M 1 a 2 / 53 cubesatů a jiných sekundárních nákladů                                                                                    | Úspěch             |
| 14                 | 21. listopadu, 12:22:23  | Sojuz 2.1a           | Bajkonur 31/6      | Roskosmos          | Roskosmos              | Progress MS-29 | Úspěch             |
| 15                 | 29. listopadu, 21:50:25  | Sojuz 2.1a / Fregat  | Vostočnyj 1S       | Roskosmos          | Roskosmos              | Kondor-FKA 2 | Úspěch             |
| 16                 | 4. prosince, 17:59:00    | Sojuz 2.1b           | Pleseck 43/4       | VKS                | Ministerstvo obrany RF | Kosmos 2580 (Lotos-S1 #9) | Úspěch             |
| 17                 | 25. prosince, 07:45:42   | Sojuz 2.1b           | Bajkonur 31/6      | Roskosmos          | Roskosmos              | Resurs-P #5 | Úspěch             |